# Przemysław Miarczyński
Przemysław Miarczyński, né le 26 août 1979 à Gdańsk, est un véliplanchiste polonais.

## Carrière
En 1995 il remporte le championnat du monde junior dans la catégorie Mistral. Il devient membre de l'équipe olympique polonaise en 1996 et se classe huitième de l'épreuve de planche à voile aux Jeux olympiques d'été de 2000 à Sydney.
En 2004 lors des Jeux Olympiques à Athènes, il termine cinquième de l'épreuve. Il se classe seizième en 2008 à Pékin.
Le natif de Gdańsk remporte aussi de nombreuses médailles mondiales et européennes, d'abord en Mistral avec une victoire aux championnats du monde en 2003 et aux championnats d'Europe en 2004. Il passe ensuite au RS:X en 2006, il obtiendra deux médailles d'argent aux championnats du monde en 2007 puis en 2010. Lors des Jeux olympiques de 2012, il est classé 4e après les 10 premières courses, juste derrière l'Allemand Toni Wilhelm, et le devance finalement, remportant ainsi la médaille de bronze.
Il a participé au programme "Taniec z gwiazdami" (équivalent de Danse avec les stars en Pologne) en 2011, diffusée sur la chaîne TVN.